# Lóris-delgado-vermelho
O Lóris-delgado-vermelho (Loris tardigradus) é um primata da família Lorisidae, originário do Sri Lanka e sul da Índia.
A sub-espécie Loris tardigradus nycticeboides (lóris-delgado-da-planície-de-horton, nome popular) chegou a ser considerada extinta entre 1939 e 2002, período durante o qual nenhum indivíduo foi visto pelos pesquisadores.

## Descrição física
Primata pequeno e esguio, distingue-se por dois grandes globos oculares usados principalmente para a percepção de profundidade.É um animal de hábitos noturnos. Possui membros longos delgados e nas extremidades, um dedo indicador bem desenvolvido com sobreposição sobre os três outros dedos menores, tendo a forma de uma pinça. Tem seu habitat natural na mata tropical, por isso a forma dos dedos em pinças, muito úteis para locomoção em galhos; mas sem garras. Não possui cauda e as orelhas são grandes e proeminentes, finas, arredondadas e sem pelos nas bordas. O denso pelo do dorso é macio e castanho-avermelhado; o da parte inferior, cinza-esbranquiçado, com um punhado de pelos prateados. O comprimento do corpo é, em média, de 180 a 250 mm, com peso médio de 85 a 370 gramas. Tem uma “máscara” em volta dos olhos (dando a impressão de serem ainda maiores), destacada por coloração mais escura que o resto dos pelos corporais.

## Comportamento
O habitat do Lóris-delgado-vermelho é as florestas de baixa altitude (de até 700m), tropicais e de monções do sudoeste da zona úmida do Sri Lanka. A Reserva florestal de Masmullah abriga uma de suas poucas populações e é considerada um grande ponto de biodiversidade. Seu alimento mais comum é a Humboldtia laurifolia, atualmente com densidade de 676 árvores/hectare, valor que já foi de 1.077 árvores/hectare. A Humboldtia laurifolia é vulnerável e tem uma relação de mutualismo com formigas, fornecendo alimento abundante para os lóris. Relatórios dos anos 60 sugerem que este vegetal já estava extinto no litoral, e agora pode acabar se extinguindo também nas florestas.

O Lóris-delgado-vermelho difere do seu parente próximo, o Lóris-delgado-cinza, na sua agilidade e locomoção entre as árvores. Cria pequenos grupos sociais, contendo adultos de ambos os sexos, bem como animais jovens. Está entre os primatas mais noturnos. Durante o dia, dorme em grupos emaranhados de ramos, ou enroscado em um galho com a cabeça entre as pernas. Nos grupos, também se pratica a poligamia e luta por parceiros. Os adultos normalmente caçam separadamente durante a noite, e são principalmente insetívoros, mas também comem aves, ovos, frutos, folhas, brotos e, ocasionalmente, vertebrados, bem como lagartixas e lagartos. Para maximizar a absorção de nutrientes e proteínas, consomem todas as partes de suas presas, inclusive escamas e ossos. Fazem ninhos de folhas ou encontram buracos em árvores, ou outro lugar seguro similar para viver.

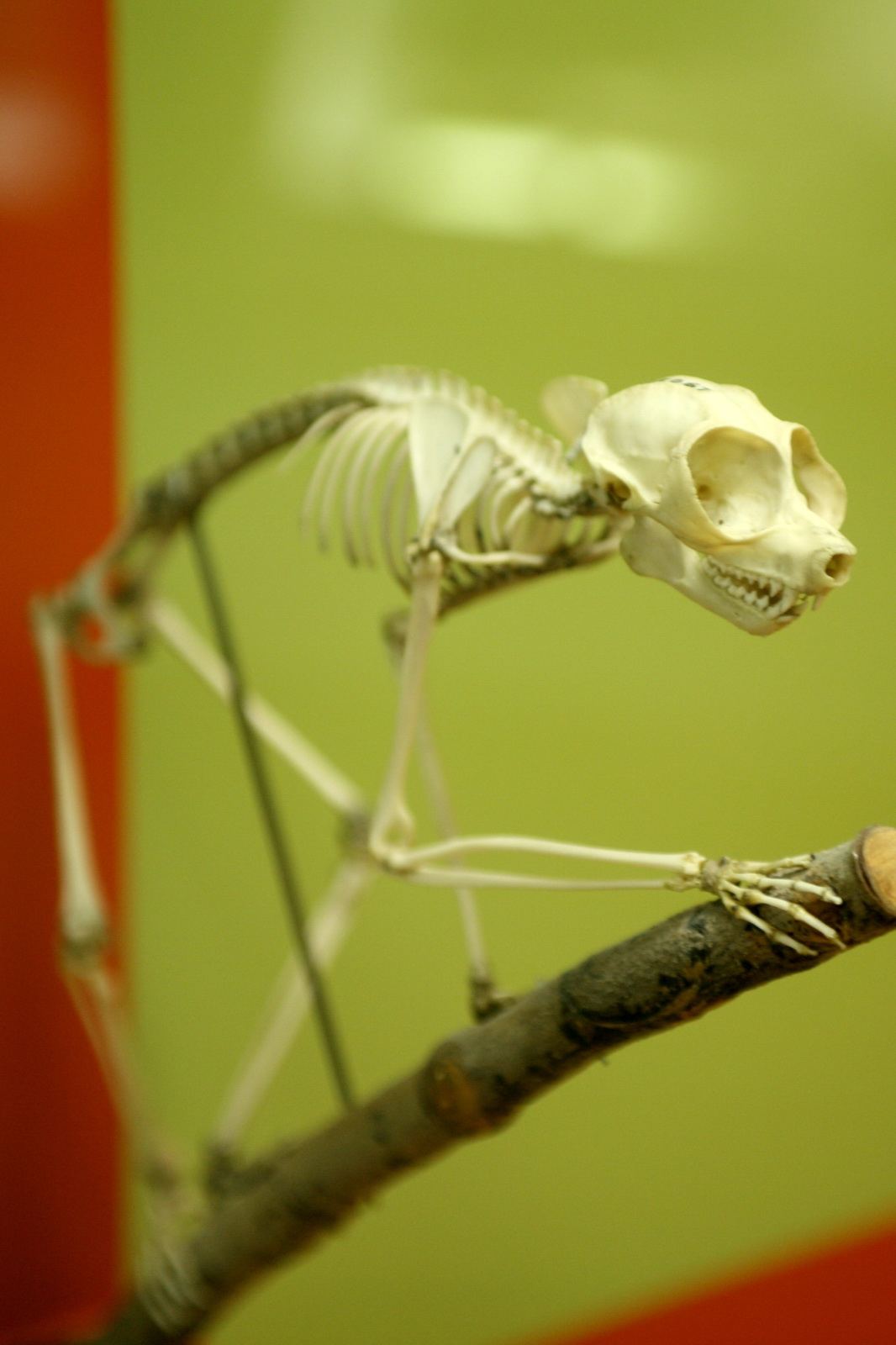
Esqueleto do Lóris-delgado-vermelho

## Reprodução
As fêmeas são dominantes. A fêmea atinge sua maturidade sexual aos 10 meses e está receptiva ao macho duas vezes por ano. O acasalamento acontece com o casal pendurado nos galhos de cabeça para baixo. Os indivíduos em cativeiro não se reproduzem se não houver galhos adequados. A gestação tem um período de 166 a 169 dias após o qual a fêmea terá 1 ou 2 filhotes que se alimentam de seu leite por 6 a 7 meses. Acredita-se que sua expectativa de vida seja de cerca de 15 a 18 anos na selva.

## Conservação
O Lóris-delgado-vermelho foi identificado como uma das 10 "espécies-chave" em 2007 pelo projeto EDGE (Evolutionarily Distinct & Globally Endangered Species, [Espécies evolucionariamente distintas & globalmente ameaçadas]). Um sucesso inicial foi a redescoberta do quase desconhecido Lóris-delgado-da-planície-de-horton (Loris tardigradus nycticeboides). Inicialmente documentado em 1937, foi apenas visto em quatro relatos nos últimos 72 anos. A redescoberta e captura pela equipe (que trabalha no âmbito do programa EDGE ZSL) resultou no primeiro exame físico detalhado desta sub-espécie.[carece de fontes?]

## Ameaças
O Lóris-delgado-vermelho é uma espécie ameaçada. A destruição do habitat é a maior ameaça e são amplamente presos e mortos para a fabricação de remédios, em um suposto tratamento de doenças nos olhos, além de serem predados por cobras, cães, e alguns peixes. Outras ameaças incluem: morte em fios de alta tensão, acidentes rodoviários e comércio ilegal de animais.